# Gloria Chang
Gloria Chang Wan-ki (chinois : 張韻琪 ; chinois simplifié : 张韵琪 ; cantonais Jyutping : zoeng1 wan5 kei4), née en 1977 à Hong Kong est une militante écologiste pro-démocratie hongkongaise. Elle est présidente de l'Union des étudiants de l'université de Hong Kong (en) en 2000 et obtient la démission du vice-chancelier de l'Université de Hong Kong Patrick Cheng Yiu-Chung (en) à la suite de pressions exercées par le gouvernement sur l'universitaire Robert Chung (en). A partir de 2007, elle travaille pour Greenpeace. En 2014, elle participe aux manifestations pro-démocratie de la révolution des parapluies.

## Biographie

### Affaire Robert Chung
Militante étudiante de premier plan, Chang est présidente de l'Union des étudiants de l'université de Hong Kong (en) en 2000 et l'une des principales critiques des dirigeants de l'université lors de la controverse de l'Affaire Robert Chung (en) ou Pollgate concernant les pressions exercées par le gouvernement sur l'universitaire Robert Chung (en) pour qu'il cesse de réaliser des sondages sur la popularité du chef de l'exécutif, Tung Chee-hwa. Cette controverse d'ingérence académique implique plusieurs fonctionnaires du gouvernement et de l'université. Elle prend la tête des manifestations étudiantes contre l'ingérence présumée du gouvernement dans les affaires académiques.
Chang prend la parole le 1er septembre 2000 lors d'une réunion du conseil de l'Université de Hong Kong (HKU), organe décisionnel composé de professeurs, de représentants des étudiants et de personnes nommées par le chef de l'exécutif Tung Chee-hwa pour demander la démission du vice-chancelier de l'université, le professeur Patrick Cheng Yiu-Chung (en). Linus Cheung (en), membre du conseil et nommé par le chef de l'exécutif, répond : « Représentez-vous uniquement le syndicat ou alors l'ensemble des étudiants de l'université ? ». L'étudiante en troisième année de sciences politiques répond alors calmement : « Nous sommes élus par tous les étudiants. Notre représentation est plus importante que celle de tous ceux qui siègent ici. ». Chang met le doigt sur le problème, la représentation démocratique et la responsabilité peuvent être considérées comme allant de soi mais parmi l'élite de Hong Kong, la notion n'est pas forcément intégrée. Et les universités ne sont pas les seules concernées, les propos de Chang peuvent tout aussi bien s'appliquer au système politique « quasi-démocratique » de Hong Kong. Le 10 septembre, des élections sont organisées pour le Conseil législatif de Hong Kong (Legco). Sur les 60 sièges disponibles, seuls 24 sont pourvus au suffrage universel. Trente législateurs sont élus par des représentants de divers secteurs professionnels et commerciaux dans ce que l'on appelle des « circonscriptions fonctionnelles », les six autres sont choisis par un petit cercle d'élites pro-Pékin. Le vice-chancelier Cheng et le pro-vice-chancelier Wong Siu-lun démissionnent de leurs postes à l'université, Chang a largement contribué à leur démission,.
En 2002, Chang termine son master en études du développement à la London School of Economics. Elle retourne à Hong Kong pour devenir secrétaire du Democracy Development Network, formé par un groupe d'activistes chevronnés et qui milite en faveur du suffrage universel en vue d'obtenir un changement politique pour 2007.

### Greenpeace
A partir de février 2007, Chang travaille pour Greenpeace Hong Kong en tant que militante pour le climat et l'énergie. Elle est toujours active dans les combats publics et se concentre sur l'exigence que le gouvernement et les compagnies d'électricité prennent davantage de mesures pour réduire les émissions de gaz à effet de serre. Elle fait pression sur les législateurs pour qu'ils créent un nouveau comité du Conseil législatif chargé d'examiner le renouvellement des contrats entre les deux compagnies d'électricité et le gouvernement. Elle est responsable de la planification et de la mise en œuvre des campagnes.

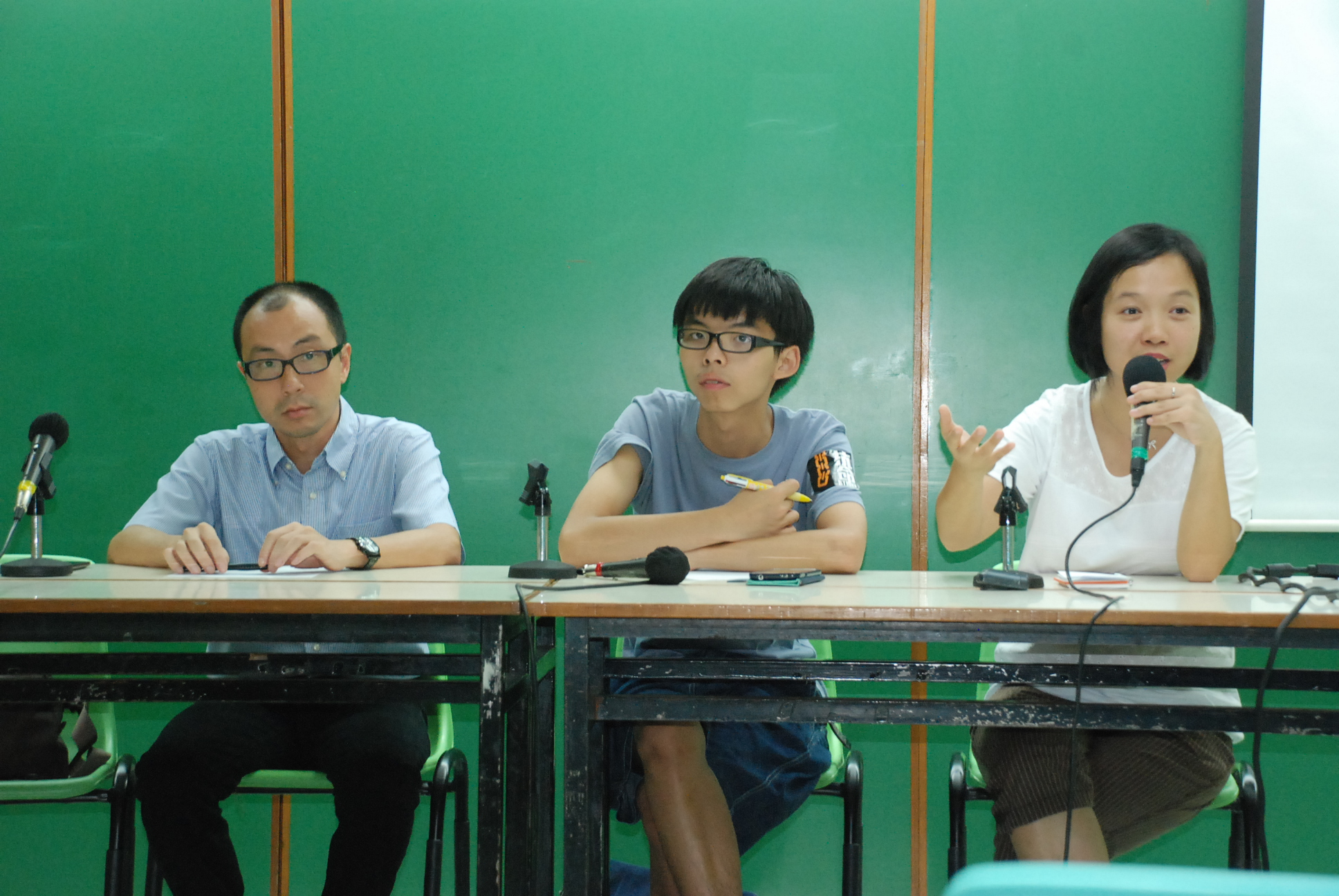
Explication du concept de grève des élèves de l'enseignement secondaire en faveur du suffrage universel. Gloria Chang (à droite), le 29 septembre 2014.

En 2011, Chang se rend au Pôle Nord dans le cadre de son travail avec Greenpeace.

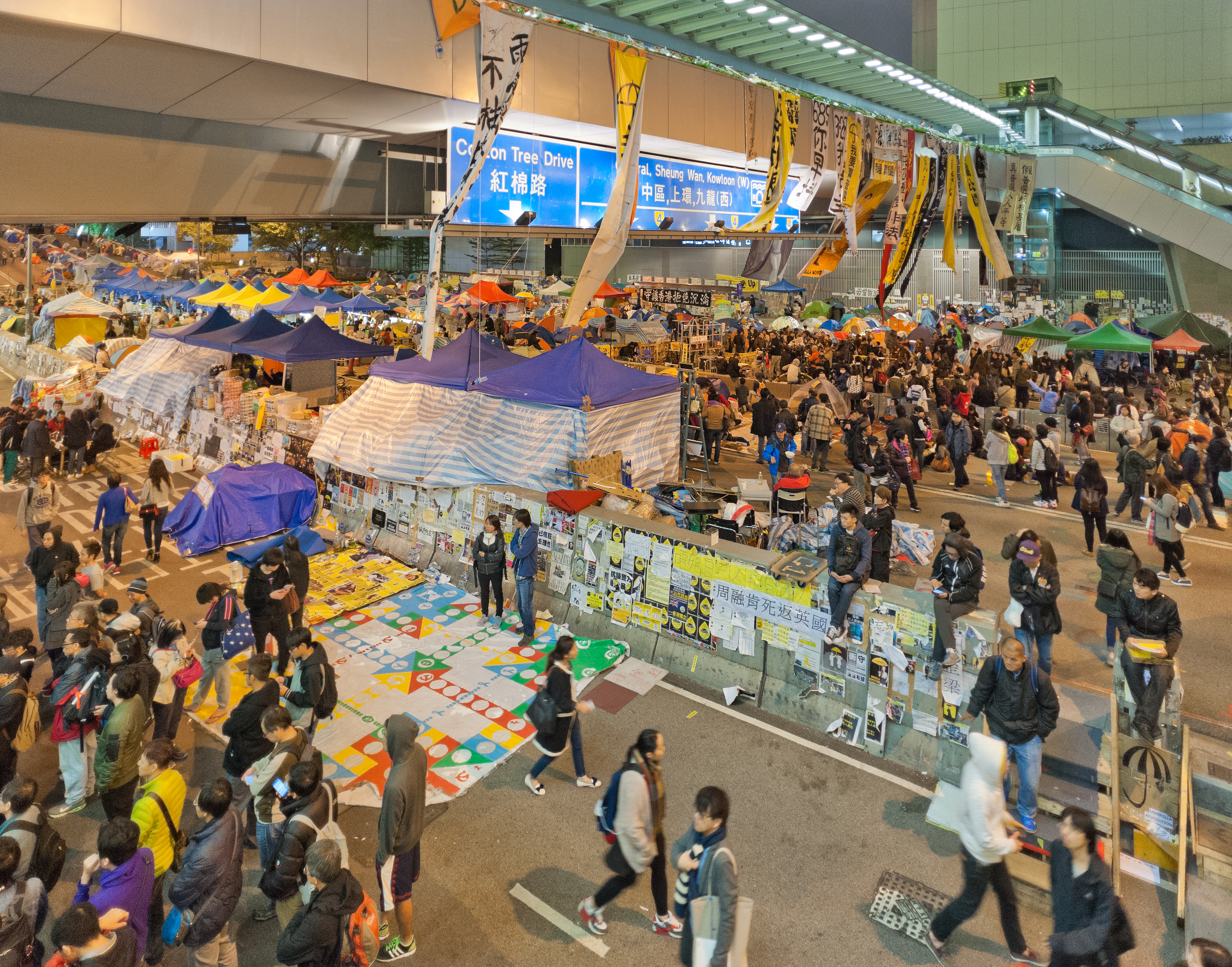
Manifestations à Hong Kong, en 2014.

### Manifestations de 2014 à Hong Kong
Chang, ainsi que Joseph Chan, professeur de politique à la HKU, sont les intermédiaires qui coordonnent le débat télévisé entre les dirigeants des manifestations et les représentants du gouvernement lors du mouvement des parapluies de 2014.